# エディ・カンター
エディ・カンター（Eddie Cantor, 1892年1月31日 - 1964年10月10日）は、アメリカ合衆国の俳優、コメディアン、ダンサー、歌手、作家である。エディ・キャンターと表記されることもある。日本では「カンター」をもじった「勘太」の愛称が付けられ、出演映画の邦題に付けられたこともある。

## 人物
芸名の「エディ」は後に妻となる恋人アイダ・トビアスが付けたものである。また「カンター (Cantor)」は育ての親である母方の祖母の名字「Kantrowitz」を短縮したものである。これは学校に上がる際の手続きで誤って祖母の名字が使われてしまい、担当事務員がそれを「Kantor」と短縮したことが始まりである。
ハリウッド・ウォーク・オブ・フェームにおいて「映画」「テレビ」「ラジオ」の3つの部門で星を贈られている。

## 来歴
1892年にニューヨークでロシア系ユダヤ人移民の息子として生まれる。生後間もなく両親が相次いで亡くなったため、母方の祖母に育てられる。祖母は訪問販売で生計を立て、カンターを育てる。
バウリー劇場のアマチュア・ナイトで5ドルを勝ち取ったことで、自分の運命を悟ったカンターは、1907年にニューヨークの舞台でヴォードヴィリアンとしてデビューし、ガス・エドワーズ一座のメンバーになる。その後、リラ・リーとコンビを組んで「カンター&リー」として巡業するようになる。コミック歌手として人気になると、興行王フローレンツ・ジーグフェルドの目に留まり、1917年からジーグフェルド・フォリーズにレギュラー出演する。これ以降、ブロードウェイでも活躍するようになる。
1920年代にはハリウッドに進出、1930年代にはラジオ番組を持つようになり、人気者となる。
1933年から1935年まで映画俳優組合の代表（2代目）を務める。
ハリウッドの大物プロデューサー、サミュエル・ゴールドウィンと契約した1930年から1936年までの間、ほぼ毎年、ミュージカル・コメディの大作映画に主演し、ハリウッド俳優として全盛期を迎えるが、契約が切れた後は作品に恵まれず、映画俳優として低迷する。しかし、ラジオ番組での人気は1940年代になっても衰えることがなかった。
1950年代に入るとテレビにも出演するようになるが、1953年に心筋梗塞を起こして以降は、半ば引退した状態となる。その一方で、同年12月にはカンターの伝記映画『The Eddie Cantor Story』が公開される。1956年にはアカデミー名誉賞を受賞した。
1964年に心筋梗塞で死去。

## 舞台

### 酒場の歌手からヴォードヴィリアンへ
10代の始めの頃、カンターは地元の劇場のタレント・コンテストで優勝を続け、舞台に出演するようになった。初期の頃、コニーアイランドにあるキャリー・ウォルシュの酒場でウェイターとパフォーマーの二役をこなし、チップのために歌っていた。若かりしジミー・デュランテがピアノで共演していた。1907年、ニューヨークのクリントン・ミュージック・ホールにて初めて人前でヴォードヴィルの演技で出演した。1912年、ガス・エドワードの『Kid Kabaret』に唯一の20歳以上の出演者として、初めてブラックフェイスを施してジェファーソンというキャラクターを作り出した。その後、アル・リーと「カンター&リー」を結成して巡業した。公演は好評でブロードウェイのトップ・プロデューサーのフローレンツ・ジーグフェルド・ジュニアの興味をひき、1917年、『Midnight Frolic』に配役された。

### ブロードウェイ
1917年、『ジーグフェルド・フォリーズ1917』でブロードウェイ・デビューし、ロングラン・レヴューの最盛期にあり『ジーグフェルド・フォリーズ』シリーズには1927年まで出演した。数年に亘り、コメディアンのパイオニアであるバート・ウィリアムズと共演し、ブラックフェイスの親子を演じた。『ジーグフェルド・フォリーズ』期の共演者には他にウィル・ロジャース、マリリン・ミラー、ファニー・ブライス、W・C・フィールズなどがいる。その後『Kid Boots』(1923年)、『フーピー』(1928年)などのミュージカルに出演しスターとなった。『Banjo Eyes』の巡業において、端役で当時無名だったジャクリン・スーザンと出会った。1966年、スーザンは『Valley of the Dolls』でベストセラー作家となった。

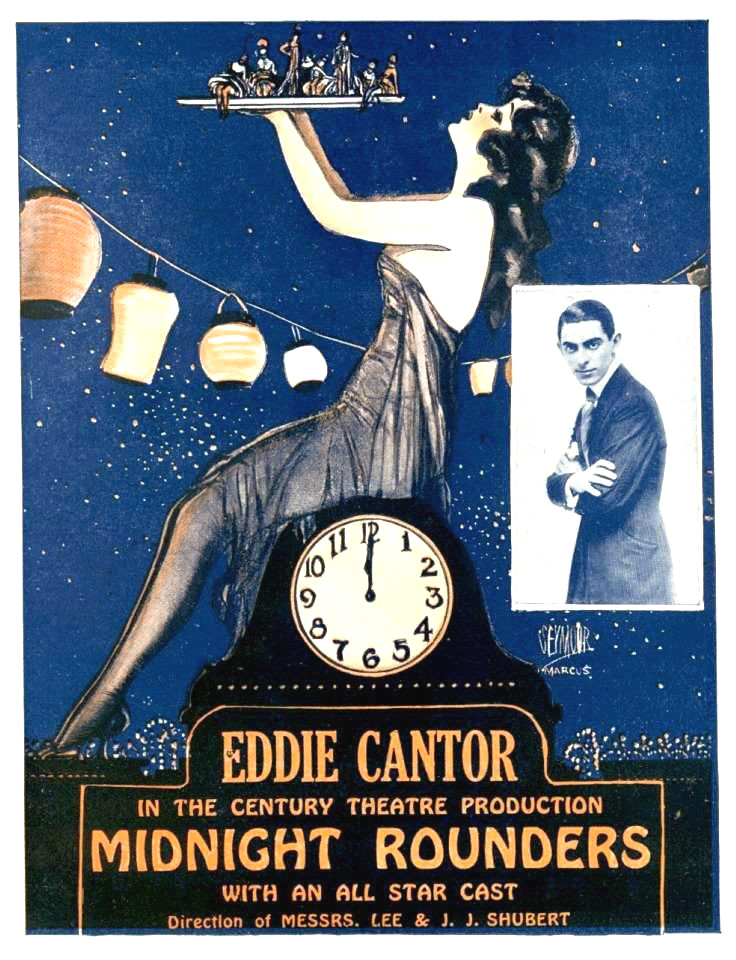
『Midnight Rounders』のチラシ

- Ziegfeld Follies of 1917 – レヴュー – 出演
- Ziegfeld Follies of 1918 – レヴュー – 出演、楽曲「Broadway's Not a Bad Place After All」でハリー・ルビーと共同作詞作曲
- Ziegfeld Follies of 1919 – レヴュー – 出演、楽曲「(Oh! She's the) Last Rose of Summer」の作詞
- Ziegfeld Follies of 1920 – レヴュー – 楽曲「Green River」の作曲、「Every Blossom I See Reminds Me of You」および「I Found a Baby on My Door Step」の作詞作曲
- The Midnight Rounders of 1920 – レヴュー – 出演
- Broadway Brevities of 1920 – レヴュー – 出演
- Make It Snappy (1922) – レヴュー – 出演、共同脚本
- Ziegfeld Follies of 1923 – レヴュー – スケッチ・コメディー脚本
- Kid Boots (1923) – ミュージカル・コメディ – キャディ・マスターのキッド・ブーツ役
- Ziegfeld Follies of 1927 – レヴュー – 出演、共同脚本
- フーピー Whoopee! (1928) – ミュージカル・コメディ – ヘンリー・ウィリアムズ役
- Eddie Cantor at the Palace (1931) – ソロ・パフォーマンス
- Banjo Eyes (1941) – ミュージカル・コメディ – アーウィン・トロブリッジ役
- Nellie Bly (1946) – ミュージカル・コメディ – 共同プロデュース

## 私生活
1914年にアイダ・トビアスと結婚、5人の娘（マリリン、マージョリー、ナタリー、エドナ、ジャネット）をもうける。1962年に妻アイダを亡くし、2年後に亡くなる。

## 主な出演作品
- 猿飛びカンター Kid Boots (1926)
- 飛脚カンター Special Delivery (1927)
- アメリカ娘に栄光あれ Glorifying the American Girl (1929)
- フーピー Whoopee! (1930)
- 突貫勘太 Palmy Days (1931)
- カンターの闘牛師 The Kid from Spain (1932)
- 羅馬太平記 Roman Scandals (1933)
- 百万弗小僧 Kid Millions (1934)
- 当り屋勘太 Strike Me Pink (1936)
- アリババ女の都へ行く Ali Baba Goes to Town (1937)
- フォーティ・リトル・マザーズ Forty Little Mothers (1940)
- ハリウッド玉手箱 Hollywood Canteen (1944)
- アメリカン・ドリーミング If You Knew Susie (1948)